# Episodi di Duncanville (seconda stagione)
La seconda stagione della serie animata Duncanville, composta da 12 episodi, è trasmessa negli Stati Uniti, da Fox, dal 23 maggio al 30 agosto 2021. 
In Italia va in onda in prima visione assoluta dal 10 ottobre al 14 novembre 2022 su Italia 2 in prima serata.
| nº | Codice di produzione | Titolo originale                 | Titolo italiano                    | Prima TV USA   | Prima TV Italia  |
| -- | -------------------- | -------------------------------- | ---------------------------------- | -------------- | ---------------- |
| 1  | 2LAZ01               | Das Banana Boot                  | Tutti sul bananone!                | 23 maggio 2021 | 10 ottobre 2022  |
| 2  | 2LAZ02               | Duncan's New Word                | La nuova parola di Duncan          | 23 maggio 2021 | 10 ottobre 2022  |
| 3  | 2LAZ04               | Who's Vroomin' Who?              | Chi fa brum brum a chi?            | 31 maggio 2021 | 17 ottobre 2022  |
| 4  | 2LAZ03               | Sibling Revelry                  | Rivalità tra fratelli              | 7 giugno 2021  | 17 ottobre 2022  |
| 5  | 1LAZ12               | Party Like a Rocket Star         | Fai festa come una star dei razzi! | 14 giugno 2021 | 24 ottobre 2022  |
| 6  | 1LAZ13               | Annie Oakie                      | Annie Oakie                        | 21 giugno 2021 | 24 ottobre 2022  |
| 7  | 2LAZ05               | That Jing You Do                 | Quel Jing-Le per bambini!          | 28 giugno 2021 | 31 ottobre 2022  |
| 8  | 2LAZ06               | Crimes and Misters Demean Her    | La rabbia degli Harris             | 12 luglio 2021 | 31 ottobre 2022  |
| 9  | 2LAZ07               | Stan in the Place Where You Live | Restan nel posto in cui vivi!      | 19 luglio 2021 | 7 novembre 2022  |
| 10 | 2LAZ08               | Off to the Braces                | Via l'apparecchio!                 | 16 agosto 2021 | 7 novembre 2022  |
| 11 | 2LAZ09               | Jurannie Park                    | Jurannie Park                      | 23 agosto 2021 | 14 novembre 2022 |
| 12 | 2LAZ10               | Witch Day 2                      | La festa della strega 2            | 30 agosto 2021 | 14 novembre 2022 |